# Dieppe (Nouveau-Brunswick)
Pour les articles homonymes, voir Dieppe.
Dieppe est une cité du sud-est de la province canadienne du Nouveau-Brunswick. Ses habitants s'appellent les Dieppois. Dieppe est située au cœur de la région des Trois-Rivières, aux abords de la rivière Petitcodiac, et forme la partie majoritairement francophone du Grand Moncton. Elle est également la plus grande ville majoritairement francophone du Canada à l'extérieur du Québec. Administrativement, elle est comprise dans la Commission de services régionaux du Sud-Est.
Dieppe a été fondée au XVIIIe siècle. Le village a été attaqué par l'armée britannique lors de la bataille de Petitcoudiac en 1755. Une résistance régionale s'est élevée contre l'occupation mais subit une défaite en 1758 lors de la bataille du Cran. La majorité de la population d'origine a été déportée mais les Acadiens sont peu à peu revenus. Dieppe vit une importante croissance démographique et économique depuis la fin du XXe siècle.
La cité est aujourd'hui caractérisée par la présence de l'aéroport international du Grand Moncton, d'autoroutes et de chemins de fer et possède plusieurs usines et lieux commerciaux d'importance, tels que la Place Champlain.
Auparavant connue sous le nom de Léger’s Corner, Dieppe est nommée ainsi depuis 1952 pour commémorer les soldats canadiens morts durant le débarquement de Dieppe de 1942, en Normandie. Dieppe est l'une des plus grandes villes acadiennes, avec aussi une importante minorité anglophone. La cité a été le siège de la Société nationale de l'Acadie (SNA) de 2010 à 2014, et fut l'une des villes hôtes du premier Congrès mondial acadien en 1994. Le sujet de l'égalité entre les deux communautés linguistiques est d'actualité depuis des décennies et un affichage bilingue obligatoire, une première dans la province, est voté par le conseil municipal de la ville en 2010.

## Géographie

### Géographie physique

#### Situation
Les communes limitrophes sont Moncton et Lower Coverdale (en).
 (septembre 2024).
Dieppe est située au bord de la rivière Petitcodiac, dans la région des Trois-Rivières. Elle forme avec les villes de Moncton et de Riverview l'agglomération du Grand Moncton dont elle constitue la partie francophone. La cité a une superficie de 54,11 kilomètres carrés. Dieppe se trouve à 250 kilomètres de route au nord-nord-ouest d'Halifax, à 990 km à l'est de Montréal et à 810 km au nord-est de Boston.
Dieppe est limitrophe de Moncton à l'ouest et au nord. Sa frontière ouest est formée par le ruisseau Halls et celle au nord par l'autoroute 15. Memramcook se trouve au sud, le Grand-Brûlis-du-Lac au sud-est et la Paroisse de Moncton à l'est.
Dieppe est généralement considérée comme faisant partie de l'Acadie.

#### Hydrographie
Le principal cours d'eau est la rivière Petitcodiac qui longe la ville à l'ouest. Le Centre-Ville est en fait situé au niveau du Coude, un important méandre. Dans le fleuve se déversent, d'amont en aval, le ruisseau Halls, le ruisseau Babineau et le ruisseau aux Renards. Le fleuve avait autrefois un important mascaret, qui a presque disparu depuis la construction du pont-chaussée de la rivière Petitcodiac, non loin à l'ouest. Il n'y a pas de lacs importants. Les marais ont été asséchés par les Acadiens au XVIIIe siècle, par l'usage de digues munies d'aboiteaux, qui les protégeaient aussi des marées. Ces digues existent toujours, et une piste cyclable y a été aménagée. À l'ouest du centre-ville se trouve le pré des Trahan, aujourd'hui un centre commercial au milieu d'un vaste stationnement. Entre le Centre-Ville et Chartersville se trouve le pré du Fond ou des Darois. Les deux sont reliés ensemble par le pré du Village.

#### Climat
| Données climatologiques de Dieppe                                                                                        | Données climatologiques de Dieppe | Données climatologiques de Dieppe | Données climatologiques de Dieppe | Données climatologiques de Dieppe | Données climatologiques de Dieppe | Données climatologiques de Dieppe | Données climatologiques de Dieppe | Données climatologiques de Dieppe | Données climatologiques de Dieppe | Données climatologiques de Dieppe | Données climatologiques de Dieppe | Données climatologiques de Dieppe | Données climatologiques de Dieppe | Données climatologiques de Dieppe |
| Température | Température                       | Température                       | Température                       | Température                       | Température                       | Température                       | Température                       | Température                       | Température                       | Température                       | Température                       | Température                       | Température                       | Température                       |
| Mois | Jan                               | Fév                               | Mar                               | Avr                               | Mai                               | Jui                               | Jui                               | Aoû                               | Sep                               | Oct                               | Nov                               | Déc                               |                                   | Moyenne                           |
| --- | --------------------------------- | --------------------------------- | --------------------------------- | --------------------------------- | --------------------------------- | --------------------------------- | --------------------------------- | --------------------------------- | --------------------------------- | --------------------------------- | --------------------------------- | --------------------------------- | --------------------------------- | --------------------------------- |
| Maximum extrême (°C) | 16                                | 15                                | 19                                | 28                                | 34                                | 34                                | 36                                | 37                                | 33                                | 26                                | 23                                | 18                                |                                   |                                   |
| Maximum quotidien (°C)                                                                                                   | -4                                | -3                                | 2                                 | 8                                 | 16                                | 21                                | 24                                | 24                                | 19                                | 12                                | 6                                 | -1                                |                                   | 10,4                              |
| Moyenne (°C) | -9                                | -8                                | -3                                | 3                                 | 10                                | 15                                | 19                                | 18                                | 13                                | 7                                 | 1                                 | -6                                |                                   | 5,1                               |
| Minimum quotidien (°C)                                                                                                   | -14                               | -13                               | -8                                | -2                                | 4                                 | 9                                 | 13                                | 12                                | 7                                 | 2                                 | -3                                | -10                               |                                   | -0.3                              |
| Minimum extrême (°C) | -32                               | -32                               | -27                               | -16                               | -6                                | -2                                | 1                                 | 1                                 | -3                                | -1                                | -17                               | -29                               |                                   |                                   |
| Précipitations et heures d'ensoleillement                                                                                |                                   |                                   |                                   |                                   |                                   |                                   |                                   |                                   |                                   |                                   |                                   |                                   |                                   |                                   |
| Mois | Jan                               | Fév                               | Mar                               | Avr                               | Mai                               | Jui                               | Jui                               | Aoû                               | Sep                               | Oct                               | Nov                               | Déc                               |                                   | Total                             |
| Total mm | 109                               | 81                                | 103                               | 90                                | 99                                | 94                                | 100                               | 76                                | 92                                | 100                               | 97                                | 106                               |                                   | 1144                              |
| Pluie (mm) | 42                                | 28                                | 42                                | 58                                | 93                                | 94                                | 100                               | 76                                | 92                                | 96                                | 77                                | 52                                |                                   | 849                               |
| Chutes de neige (cm) | 67                                | 53                                | 61                                | 32                                | 5                                 | 0                                 | 0                                 | 0                                 | 0                                 | 4                                 | 20                                | 54                                |                                   | 295                               |
| Heures d'ensoleilement                                                                                                   | 115                               | 124                               | 139                               | 158                               | 205                               | 229                               | 248                               | 244                               | 167                               | 142                               | 103                               | 95                                |                                   | 1971                              |
| Données recueillies à l'aéroport international du Grand Moncton par Environnement Canada. Données allant de 1971 à 2000. |                                   |                                   |                                   |                                   |                                   |                                   |                                   |                                   |                                   |                                   |                                   |                                   |                                   |                                   |

#### Géologie
Le sous-sol de Dieppe est composé, au Nord, de roches sédimentaires du groupe de Pictou datant du Pennsylvanien. Ces roches composent la plus grande partie de l'Est de la province. La partie sud de la ville comprend plutôt des roches du groupe de Cumberland, concentré dans la région des Trois-Rivières.

### Géographie humaine
En ce qui a trait au transport urbain, Dieppe est desservie par la Commission de transport Codiac, qui y offre les lignes de bus 20, 21 et 24 (L'express).
L'aéroport international Roméo-LeBlanc du Grand Moncton est aussi situé dans les limites de la municipalité de Dieppe.

#### Morphologie urbaine
Le centre-ville, ou coin Léger, se trouve dans la partie ouest de la ville, sur des terres légèrement surélevées et est centré sur la rue Champlain mais s'étend au sud le long de l'avenue Acadie et au nord le long de la rue Paul. Du côté nord de la rue Champlain, dans la seconde moitié vers l'est, se trouvent les principaux établissements d'enseignement et un parc industriel. Peu après le centre-ville, du côté nord de la rue, se trouve l'aéroport international Roméo LeBlanc du Grand Moncton. Un quartier résidentiel, Lakeburn (Brûlis-du-Lac), se trouve quant à lui du côté sud. Encore plus à l'est, toujours le long de la rue Champlain, se trouve un quartier rural, Painsec. Celui-ci est en partie compris dans le Grand-Brûlis-du-Lac. Au sud du Centre-Ville, centrés sur la rue Amirault, se trouvent successivement les quartiers de Chartersville, Saint-Anselme et Ruisseau-aux-Renards (Fox Creek).

## Histoire
Pour des articles plus généraux, voir Toponymie néo-brunswickoise, Histoire du Nouveau-Brunswick et Histoire de l'Acadie.
 Royaume de Grande-Bretagne (1763-1801)

 Royaume-Uni de Grande-Bretagne et d'Irlande (1801-1867)

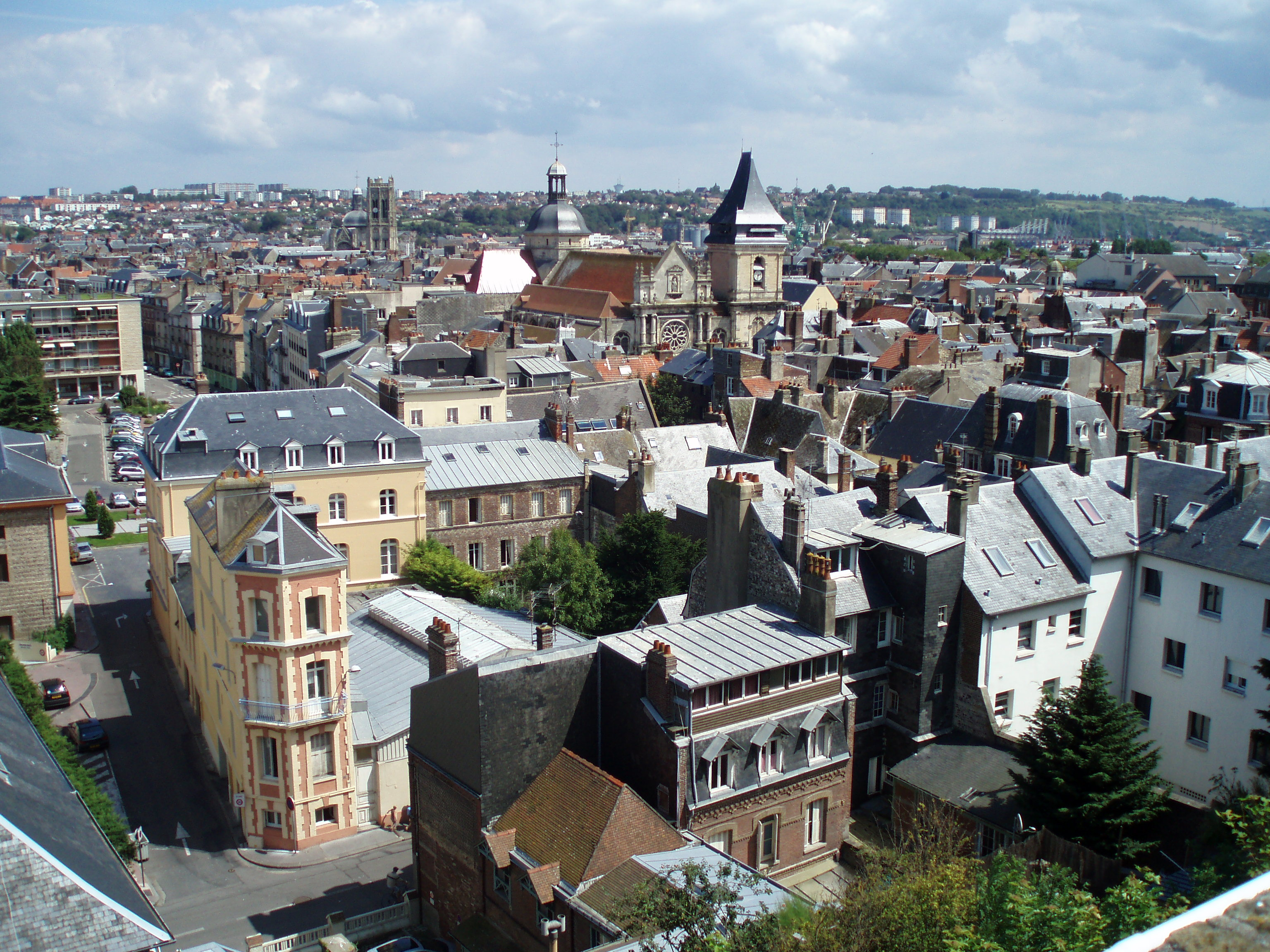
La ville de Dieppe en France.

Dieppe est situé dans le territoire historique des Micmacs, plus précisément dans le district de Sigenigteoag, qui comprend l'actuelle côte est du Nouveau-Brunswick, jusqu'à la baie de Fundy.
En 1730, des Acadiens venus de Petitcoudiac et de Chipoudy fondent à cet endroit le village de Silvabreau. La famille Melanson fonde Ruisseau-des-Renards (Fox Creek en anglais) en 1746. Le village est détruit le 2 septembre 1755 vers huit heures du matin par l'armée britannique, durant la bataille de Petitcoudiac.
Ruisseau-des-Renard est repeuplé par des Acadiens de retour d'exil à Saint-Pierre-et-Miquelon, en 1767 ou 1768 ; c'est, avec Memramcook, l'un des rares endroits occupés par les Acadiens avant et après la Déportation. Les familles Leblanc et Boudreau fondent Chartersville en 1776. Un pont est construit à Ruisseau-des-Renards en 1800. La concession de ce hameau est accordée en 1806. Un aboiteau, servant aussi de pont, est construit plus tard au même endroit.
La localité de French Village devient Léger's Corner en 1920. Un pont remplace l'aboiteau de Fox Creek en 1924 ; étant trop bas, il est souvent inondé. La Caisse populaire de Dieppe est fondée en 1938.
Face au problème de contamination des fossés par les fosses septiques privées et le fait que la municipalité du comté de Westmorland ne puisse pas offrir tous les services de nature locale, la population décide de demander la constitution de Léger's Corner, qui devient officiellement un village le 8 février 1946. Pour honorer les 913 soldats canadiens morts lors de la tentative ratée de débarquement à Dieppe en Normandie le 19 août 1942, le village prend au même moment le nom de Dieppe,. Le nom Dieppe signifie « profond » et est issu, soit du vieil anglais deop (mod. deep), soit du vieux norrois djupr de même sens. Sirois Leblanc devient le premier maire. Les réunions du conseil municipal ont lieu à l'école Acadie à partir de 1946. Le premier égout est installé en 1947. Dieppe-Est est annexé en 1948. La séparation de Lakeburn en un village distinct est proposée à la même époque, sans succès. Un édifice municipal est construit en 1949.
Dieppe obtient ensuite le statut de ville le 1er janvier 1952, après un plébiscite peu favorable (262 pour, 232 contre). La première réunion du conseil municipal a lieu le 18 février 1952 et le premier maire est Adélard Savoie. Jusqu'à la réforme municipale de 1966, 80 % du budget est consacré à l'éducation. La formation d'un district scolaire en 1952 permet toutefois d'emprunter de l'argent à cette fin. L'édifice Murray abrite les différents bureaux de la ville à partir de 1953 et le conseil municipal dès 1972. L'école Amirault est inaugurée en 1969.
L'école Mathieu-Martin ouvre ses portes en 1971. Les villages de Saint-Anselme, Chartersville et Fox Creek-Dover en deviennent de simples quartiers en 1973. Un nouveau pont est inauguré à Fox Creek en 1982 pour remplacer celui construit en 1923 qui faisait l'objet d'inondations fréquentes.
Dieppe accueille la XIVe finale des Jeux de l'Acadie en 1992. L'école Anna-Malenfant ouvre ses portes la même année. La cité est l'une des neuf municipalités acadiennes du Sud-Est du Nouveau-Brunswick qui accueillent le 1er Congrès mondial acadien, en août 1994. L'école Lou MacNarin, la seule école anglophone, est inaugurée en 1995.
Dieppe accueille la XXIIIe finale des Jeux de l'Acadie en 2002. En 2003, Dieppe obtient le statut de cité. L'école Carrefour de l'Acadie est inaugurée en 2006. Les travaux de l'école Sainte-Thérèse sont terminés en 2009. Il y a une élection municipale le 12 mai 2008, où le conseiller du quartier #2 est élu par acclamation. Une nouvelle élection municipale a lieu le 14 mai 2012.
Lors de la réforme de la gouvernance locale du 1er janvier 2023, des portions des districts de services locaux (DSL) de la paroisse de Moncton et de Scoudouc sont fusionnés aux territoires.

## Démographie
Pour des articles plus généraux, voir Démographie du Nouveau-Brunswick et Démographie de l'Acadie.
 (septembre 2024).
La cité connait une forte croissance démographique depuis la fin des années 1980, sa population ayant passé de 9 016 habitants en 1986 à 23 310 en 2011, soit une augmentation de 159 % en vingt ans. Les données du recensement de 2011 n'étant pas encore toutes disponibles, les autres aspects de la démographie de Dieppe sont connus grâce au recensement de 2006. Il y a en tout 3 160 ménages dont 2 065 familles. Les ménages comptent en moyenne 2,2 personnes tandis que les familles comptent en moyenne 2,7 personnes. Les ménages sont composés de couples avec enfants dans 18,2 % des cas, de couples sans enfants dans 28,3 % des cas et de personnes seules dans 32,9 % des cas alors que 20,6 % des ménages entrent dans la catégorie autres (familles monoparentales, colocataires, etc.). 58,6 % des familles comptent un couple marié, 14,5 % comptent un couple en union libre et 27,1 % sont monoparentales. Dans ces dernières, une femme est le parent dans 87,5 % des cas. L'âge médian est de 35,7 ans, comparativement à 41,5 ans pour la province. 81,8 % de la population est âgée de plus de 15 ans, comparativement à 83,8 % pour la province. Les femmes représentent 51,7 % de la population, comparativement à 51,3 % pour la province. Chez les plus de 15 ans, 34,5 % sont célibataires, 50,9 % sont mariés, 3,7 % sont séparés, 6,3 % sont divorcés et 4,6 % sont veufs. De plus, 14,0 % vivent en union libre.
| 1981  | 1986  | 1991   | 1996   | 2001   | 2006   | 2011   |
| ----- | ----- | ------ | ------ | ------ | ------ | ------ |
| 8 511 | 9 084 | 10 650 | 12 497 | 14 951 | 18 565 | 23 310 |

| 2016   | - | - | - | - | - | - |
| ------ | - | - | - | - | - | - |
| 25 384 | - | - | - | - | - | - |

Les autochtones représentent 0,4 % de la population et 1,6 % des habitants font partie d'une minorité visible. Les immigrants représentent 2,8 % de la population et 0,5 % des habitants sont des résidents permanents. 1,5 % des habitants ne sont pas citoyens canadiens et 92,3 % des habitants âgés de plus de 15 ans sont issus de familles établies au Canada depuis trois générations ou plus. En date du 16 mai 2006, 82,8 % des gens avaient la même adresse depuis au moins un an alors que 8,7 % habitaient auparavant ailleurs dans la même ville, que 5,7 % habitaient ailleurs dans la province, que 1,9 % habitaient ailleurs au pays et que 0,9 % habitaient ailleurs dans le monde. À la même date, 50,8 % des gens avaient la même adresse depuis au moins cinq ans alors que 22,4 % habitaient auparavant ailleurs dans la même ville, que 20,3 % habitaient ailleurs dans la province, que 4,7 % habitaient ailleurs au pays et que 1,8 % habitaient ailleurs dans le monde.
Dieppe est l'une des plus grandes villes acadiennes au monde. La langue maternelle est le français chez 74,2 % des habitants, l'anglais chez 22,8 % et les deux langues chez 1,0 % alors que 1,9 % sont allophones. Les deux langues officielles sont comprises par 71,9 % de la population alors que 12,6 % des habitants sont unilingues francophones, que 15,5 % sont unilingues anglophones et que 0,0 % ne connaissent ni l'anglais ni le français. Le français est parlé à la maison par 71,2 % des gens, l'anglais par 27,1 %, les deux langues officielles par 1,2 %, le français et une langue non officielle par moins de 0,1 %, l'anglais et une langue non officielle par 0,0 % et une langue non officielle seule par 0,4 %. Le français est utilisé au travail par 41,2 % des employés et l'anglais par 52,6 % alors que 6,2 % des employés utilisent les deux langues officielles, que 0,0 % utilisent le français et une langue non officielle, que 0,0 % utilisent l'anglais et une langue non officielle et que 0,0 % utilisent uniquement une langue non officielle.
| Évolution des langues maternelles (en %) | Légende                                                         |
| ---------------------------------------- | --------------------------------------------------------------- |
|                                          | - Français - Anglais - Anglais et français - Autre(s) langue(s) |
| Sources ,:                               |                                                                 |

Chez les plus de 15 ans, 18,5 % n'ont aucun certificat, diplôme ou grade, 21,7 % ont uniquement un diplôme d'études secondaires ou l'équivalent et 59,8 % détiennent aussi un certificat, un diplôme ou un grade post-secondaire ; par comparaison, ces taux s'élèvent à 29,4 %, 26,0 % et 44,6 % au provincial. Parmi la même tranche d'âge, 8,1 % des gens possèdent un diplôme d'un programme d'un an au CCNB ou l'équivalent, 23,2 % détiennent un diplôme d'un programme de trois ans au CCNB ou l'équivalent, 3,9 % ont un diplôme ou un certificat universitaire inférieur au baccalauréat et 24,6 % ont un certificat, un diplôme ou un grade universitaire plus élevé. Parmi ces diplômés, 9,1 % sont formés en enseignement, 3,2 % en arts ou en communications, 3,0 % en sciences humaines, 6,9 % en sciences sociales ou en droit, 30,4 % en commerce, en gestion ou en administration, 2,7 % en sciences et technologies, 6,2 % en mathématiques ou en informatique, 17,0 % en architecture, en génie ou dans des domaines connexes, 1,1 % en agriculture, en ressources naturelles ou en conservation, 14,4 % en santé, parcs, récréation ou conditionnement physique, 5,9 % en services personnels, de protection ou de transport et 0,1 % dans d'autres domaines. Les diplômés post-secondaires ont terminé leurs études à l'extérieur du pays dans 2,9 % des cas.

## Économie
Pour des articles plus généraux, voir Économie de l'Acadie et Économie du Nouveau-Brunswick.

### Travail et revenu
(septembre 2024).
Le recensement de 2006 de Statistique Canada fournit aussi des données sur l'économie. Chez les habitants âgés de plus de 15 ans, le taux d'activité était alors de 76,1 %, le taux d'emploi était de 72,6 % et le taux de chômage était de 4,5 %. À titre de comparaison, ceux de la province étaient respectivement de 63,7 %, 57,3 % et 10,0 %.
Chez les personnes âgées de 15 ans et plus, 11 930 ont déclaré des gains et 14 535 ont déclaré un revenu en 2005. 92,0 % avaient aussi déclarés des heures de travail non rémunérées. Le revenu médian s'élevait alors à 29 968 $ avant et à 26 032 $ après impôt, comparativement à la moyenne provinciale de 22 000 $ avant et 20 063 $ après impôt ; les femmes gagnaient en moyenne 2 681 $ de moins que les hommes après impôt, soit 23 351 $. En moyenne, 82,9 % du revenu provenait de gains, 8,6 % de transferts gouvernementaux et 8,5 % d'autres sources. 5,4 % de toutes les personnes dans les ménages avaient un faible revenu après impôt, une proportion descendant à 3,8 % pour les moins de 18 ans.
Parmi la population active occupée, 5,0 % des gens travaillaient à domicile, 0,1 % travaillaient ailleurs dans le monde, 6,5 % étaient sans lieu de travail fixe et 88,3 % avaient un lieu de travail fixe. Parmi les travailleurs ayant un lieu de travail fixe, 28,6 % travaillaient en ville, 59,0 % travaillaient ailleurs dans le comté, 3,4 % travaillaient ailleurs dans la province et 0,8 % travaillaient dans une autre province.

### Principaux secteurs

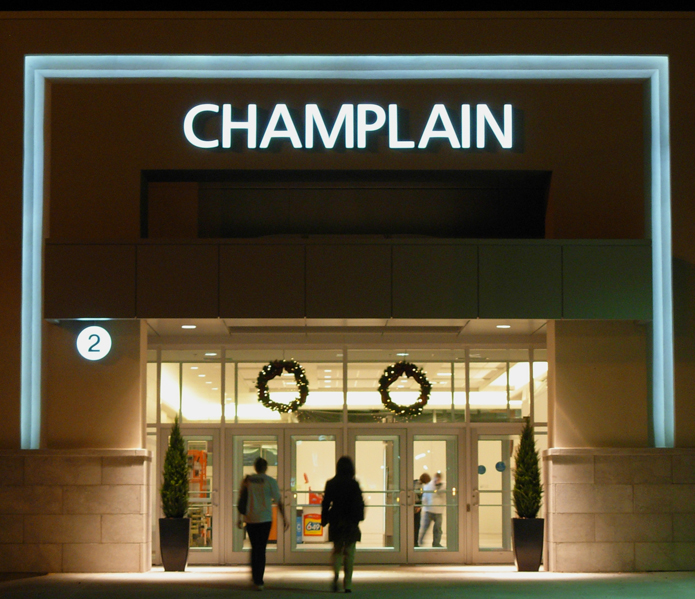
La Place Champlain.

En 2006, on dénombrait 1,7 % des emplois dans l'agriculture (6,9 % au provincial), 4,3 % dans la construction (6,7 % au provincial), 6,8 % dans la fabrication (10,8 % au provincial), 4,3 % dans le commerce de gros (3,6 % au provincial), 10,7 % dans le commerce au détail (11,9 % au provincial), 8,1 % dans les finances et l'immobilier (4,2 % au provincial), 13,6 % dans la santé et les services sociaux (11,4 % au provincial), 8,8 % dans l'enseignement (6,5 % au provincial), 20,6 % dans les services de commerce (16,9 % au provincial) et 21,0 % dans les autres services (21,1 % au provincial).
Dieppe est doté d'un parc industriel. La transformation de papier, la fabrication d'équipements de chantiers et l'agroalimentaire comptent parmi les principales industries. La ville possède de nombreux commerces, dont une partie se trouve à la Place Champlain, le plus grand centre commercial du Nouveau-Brunswick. Le siège-social de la Caisse populaire Dieppe-Memramcook, membre d'UNI Coopération financière, est situé en ville. La caisse possède cinq succursales dont l'une à Saint-Anselme, a un actif de 167 millions en 2009 et compte 10 500 membres.
Entreprise Grand Moncton, membre du Réseau Entreprise, a la responsabilité du développement économique.

## Administration

### Conseil municipal

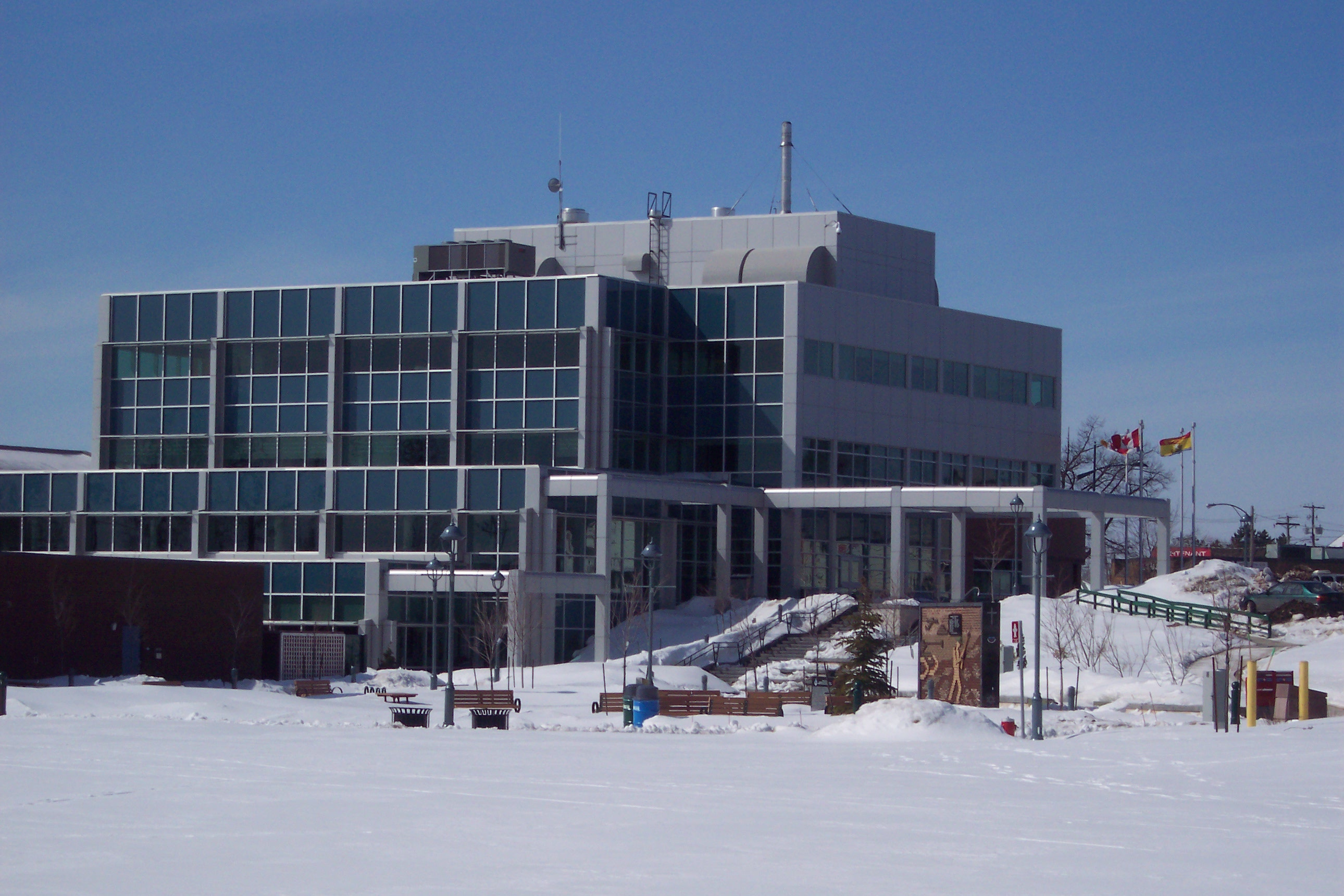
Mairie de Dieppe (vue arrière).

Le conseil municipal est formé d'un maire, de trois conseillers généraux et de cinq conseillers de quartier. La cité est en effet divisée en cinq quartiers pour des fins administratives. Le conseil municipal actuel est élu lors de l'élection quadriennale du 10 mai 2021.
| Liste des maires successifs de Dieppe | Liste des maires successifs de Dieppe | Liste des maires successifs de Dieppe | Liste des maires successifs de Dieppe |
| Parti                                 | Parti                                 | Mandat                                | Nom                                   |
| ------------------------------------- | ------------------------------------- | ------------------------------------- | ------------------------------------- |
|                                       | Indépendant                           | 1952-1954                             | Adélard Savoie                        |
|                                       | Indépendant                           | 1954-1956                             | J. Alphée Leblanc                     |
|                                       | Indépendant                           | 1956-1971                             | Régis Leblanc                         |
|                                       | Indépendant                           | 1971-1977                             | Bill Malenfant                        |
|                                       | Indépendant                           | 1977-1983                             | Clarence Cormier,                     |
|                                       | Indépendant                           | 1983-1998                             | Bill Malenfant                        |
|                                       | Indépendant                           | 1998-2005                             | Yvon Lapierre                         |
|                                       | Indépendant                           | 2005-2008                             | Achille Maillet                       |
|                                       | Indépendant                           | 2008-2012                             | Jean Leblanc                          |
|                                       | Indépendant                           | 2012-en cours                         | Yvon Lapierre                         |

|  | Indépendant | 1969-197? | Earl G. Clerke |

|  | Indépendant | 1969-197? | Conrad Blanchette |

### Représentation et tendances politiques
(septembre 2024).
Dieppe est membre de l'Association francophone des municipalités du Nouveau-Brunswick.
 Nouveau-Brunswick : Le centre de Dieppe est compris dans la circonscription provinciale de Dieppe (14), qui est représentée à l'Assemblée législative du Nouveau-Brunswick par Roger Melanson, du Parti libéral. Il fut élu en 2010 et 2014. Une deuxième circonscription Shédiac Baie-Dieppe (14) qui inclut les quartiers de Chartersville, Lakeburn, Painsec et l'aéroport font partie de cette circonscription provinciale qui est représentée à l'Assemblée législative du Nouveau-Brunswick par Brian Gallant, premier ministre du Nouveau Brunswick Parti libéral. Il fut élu en 2013 dans le comté de Kent Sud  comme membre de la législature et est devenu chef de l'opposition. Lors de l'élection du 22 septembre 2014, il fut élu dans la nouvelle circonscription de Shédiac Baie-Dieppe comme premier ministre du Nouveau Brunswick.
 Canada : La majeure partie de Dieppe est comprise dans la circonscription fédérale de Moncton—Riverview—Dieppe. Cette circonscription est représentée à la Chambre des communes du Canada par Ginette Petitpas-Taylor, du Parti libéral du Canada, élue en 2015. La partie la plus au sud de la cité est comprise dans la circonscription fédérale de Beauséjour, représentée par Dominic LeBlanc, du Parti libéral.

## Vivre à Dieppe

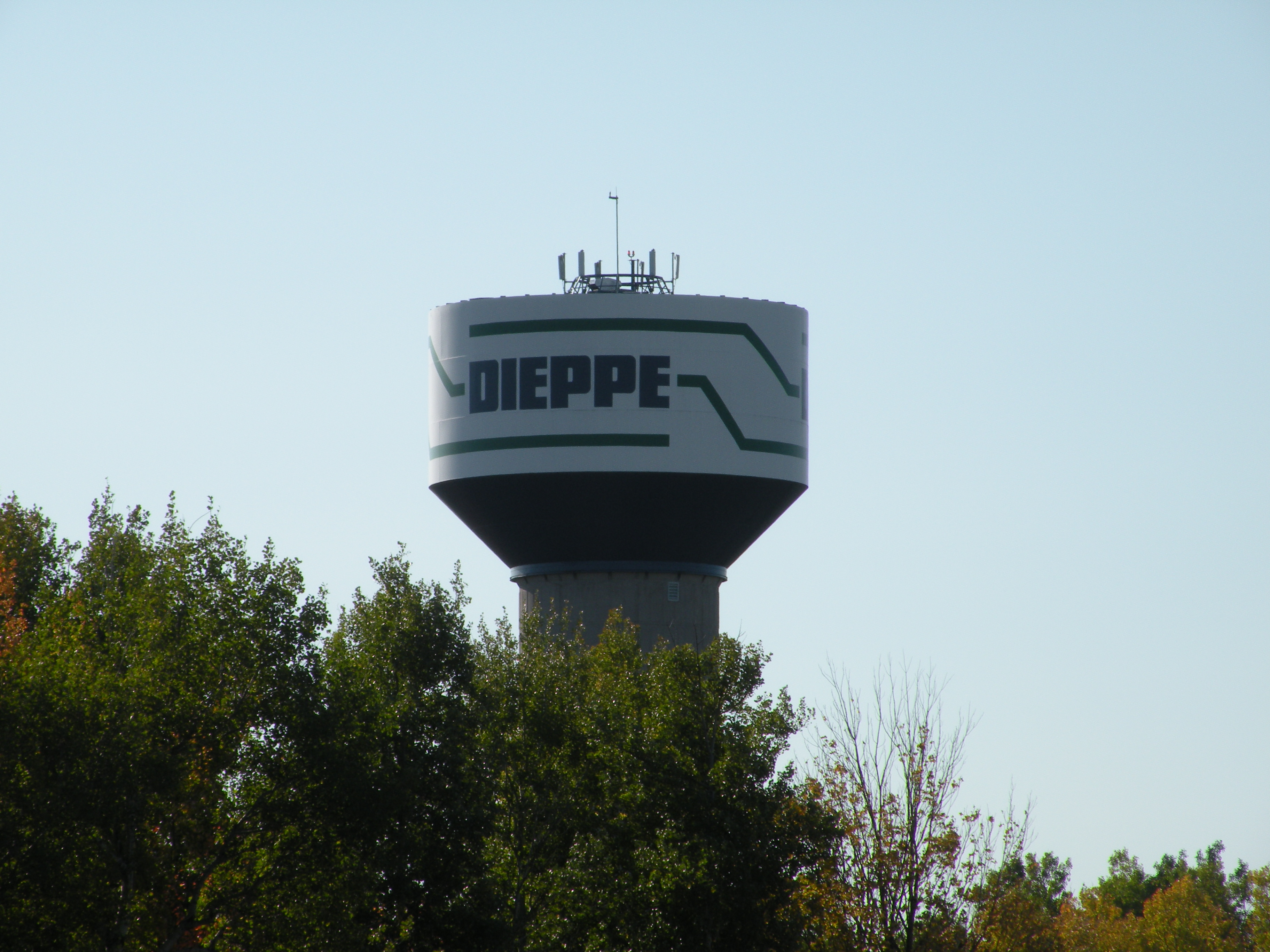
Château d'eau de Dieppe.

À côté de la place Champlain se trouvait le palais Crystal, qui comprenait un parc d'amusement. Maintenant un cinéma (Cineplex), Chapters et un Bass Pro Shop s'y trouvent. Dieppe dispose d'un centre de santé public, de deux casernes de pompiers et de deux comptoirs postaux. Il y a également un poste du Service régional Codiac de la Gendarmerie royale du Canada.
Le club de golf Fox Creek est un parcours de 18 trous conçu par l'architecte Graham Cooke. Le marché de Dieppe est ouvert le samedi.

### Transport
Pour un article plus général, voir Transport au Nouveau-Brunswick.

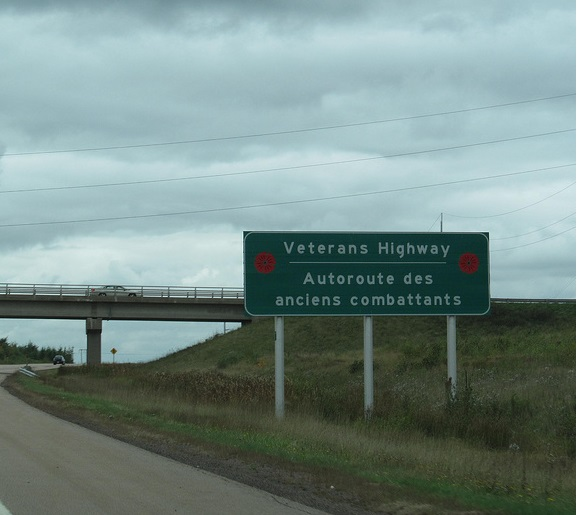
Tronçon de la route 15 nommé « Autoroute des Anciens combattants » entre Dieppe et Shédiac.

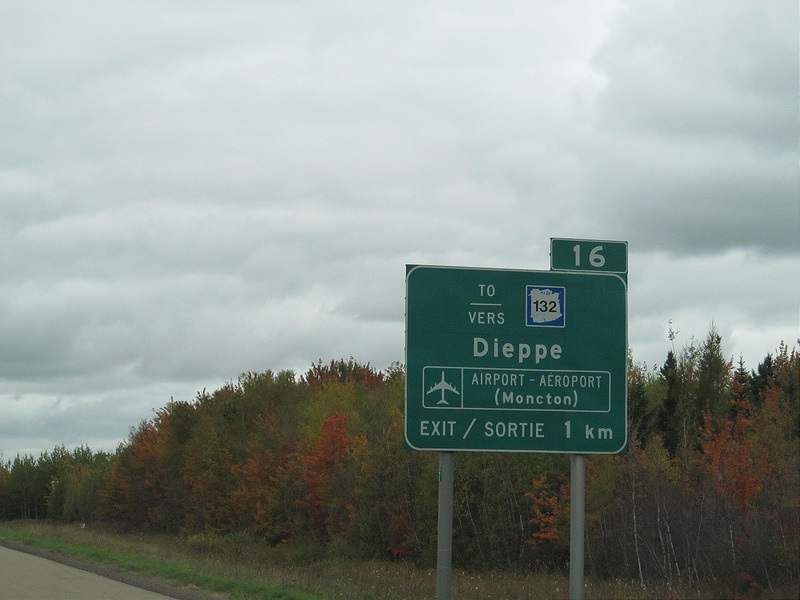
Panneau routier bilingue indiquant Dieppe et l'aéroport.

Dieppe est bien desservie en matière de transports. Plusieurs routes importantes passent dans la cité ou à proximité, dont les routes 2, 15, 106 et 132. Sur son territoire se trouve l'aéroport international Roméo-LeBlanc du Grand Moncton. Le parc industriel est desservi par le chemin de fer et la gare de Moncton se trouve à proximité. La municipalité offre un service de transport en commun via Codiac Transpo.

### Éducation
Pour un article plus général, voir Éducation au Nouveau-Brunswick.
Dieppe possède une bibliothèque publique, située dans l'hôtel de ville.
La cité dispose du campus Dieppe du Collège communautaire du Nouveau-Brunswick.
Dieppe est le siège du district scolaire Francophone Sud. La cité était le siège du district scolaire 1 jusqu'à la réforme de 2012.
Il y a également sept écoles francophones et une école anglophone :
| Nom                   | Classe d'âge          | Nombre d'élèves (en 2012) | Fondation |
| --------------------- | --------------------- | ------------------------- | --------- |
| Sainte-Thérèse        | Maternelle - 5e année | 164                       | 1954      |
| Amirault              | Maternelle - 2e année | 372                       | 1969      |
| Mathieu-Martin        | 9e année - 12e année  | 940                       | 1969      |
| Anna-Malenfant        | Maternelle - 5e année | 480                       | 1992      |
| Lou MacNarin          | Maternelle - 8e année | 569                       | 1995      |
| Carrefour de l'Acadie | 6e année - 8e année   | 572                       | 2006      |
| Antonine-Maillet      | 6e année - 8e année   |                           | 2017      |
| Le Marais             | 3e année - 5e année   | 256                       | 2018      |

### Médias
Les francophones bénéficient du quotidien L'Acadie nouvelle, publié à Caraquet, ainsi que des hebdomadaires L'Étoile, de Dieppe, et Le Moniteur acadien, de Shédiac. Les anglophones peuvent quant à eux lire les quotidiens Telegraph-Journal, publié à Saint-Jean et Times & Transcript, de Moncton.

### Eau et énergie
Dieppe partage son aqueduc avec Moncton et Riverview. L'eau est fluorée depuis les années 1960, ce qui est sujet à débat.
En 2011, la ville de Moncton avait pris la décision d’éliminer le fluor de l’eau. Ce moratoire de cinq ans prenait fin en décembre 2016. En 2017, la ville de Moncton a pris la décision d’éliminer le fluor dans l’eau.

### Religion
Dieppe compte plusieurs lieux de culte, dont les églises catholiques romaines Notre-Dame-de-Lorette, Saint-Anselme et Sainte-Thérèse-de-l'Enfant-Jésus. Pour les catholiques, Dieppe fait partie de l'archidiocèse de Moncton alors que pour les anglicans, la cité est comprise dans le diocèse de Fredericton. On y retrouve également l'Église Nouvelle Espérance, laquelle est affiliée aux Assemblée de Pentecôte du Canada. La prière est toujours récitée au conseil municipal mais sa pertinence a été remise en doute en 2012.

## Culture

### Personnalités
- Claude Bourque (né en 1945), journaliste
- Arthur Leblanc (1906-1985), compositeur et violoniste, né à Dieppe
- Cy Leblanc (né en 1955), homme d'affaires et homme politique, ancien député de Dieppe-Centre—Lewisville à l'Assemblée législative du Nouveau-Brunswick, né à Dieppe
- Raymond Guy Leblanc (1945-2021), musicien et poète, né dans le quartier Saint-Anselme
- Fayo (1977-2024), auteur-compositeur, né à Dieppe
- Corinne Gallant (1922-2018), professeure et militante féministe, membre de l'ordre du Canada
- Lorette Gallant (née en 1932), religieuse et musicienne, membre de l'ordre du Canada
- Adélard Savoie (1922-2004), avocat et professeur.

### Fêtes et traditions
Chaque année depuis 1990 se déroule le Salon du livre de Dieppe, anciennement appelé « La Fureur de lire ». Une centaine de maisons d'édition et une cinquantaine d'auteurs francophones y présentent leurs œuvres pendant quatre jours en automne.

### Lieux, édifices et monuments remarquables
De nombreux monuments commémoratifs rappelant l'histoire de Dieppe sont situés en différents points de la ville :
- La chapelle de Petcoudiac : monument érigé en 2002, commémorant la construction de la première chapelle catholique en 1802 sur le territoire de ce qui allait devenir Dieppe.
- Le monument des vétérans militaires : monument érigé en 1984, honorant les 913 soldats canadiens morts lors du débarquement de Dieppe le 19 août 1942.
- Le monument aux patriotes : monument érigé en 1984, commémorant le centenaire du drapeau acadien et de l'hymne national acadien, l'Ave Maris Stella, de même que la visite en France de quatre Acadiens reçus par le Général de Gaulle en 1968 (dont trois Dieppois : Gilbert Finn, Euclide Daigle et Adélard Savoie).

Il y a deux attractions de bord de route à Dieppe: des sculptures représentant des casse-noisettes.

### Langue
Selon la Loi sur les langues officielles, Dieppe est officiellement bilingue puisque c'est une obligation pour les cités, peu importe la proportion de francophones ou d'anglophones.

### Sports
Depuis l'été 2008, Dieppe possède une équipe de hockey évoluant dans la ligue maritime de hockey junior A : les Commandos de Dieppe qui sont déménagés en 2017 et sont devenus les Blizzards D'Edmundston.

### Jumelages
La ville entretient des liens d'amitié étroits avec son homonyme française, la ville normande de Dieppe, dans le département de la Seine-Maritime, avec laquelle elle est jumelée. Dieppe est également jumelée à la ville de Carencro (en Louisiane).
- Dieppe (France)
- Carencro (États-Unis)
- Teltow (Allemagne)